# Endarnòs
Andernos (en francès Andernos-les-Bains) és un municipi francès situat al departament de la Gironda i a la regió de la Nova Aquitània. Està agermanat amb el municipi de Sogorb.

## Demografia
| 1962                                       | 1968  | 1975  | 1982  | 1990  | 1999  | 2007   |
| ------------------------------------------ | ----- | ----- | ----- | ----- | ----- | ------ |
| 3.472                                      | 4.676 | 5.119 | 5.971 | 7.176 | 9.256 | 10.543 |
| Des de 1962: població sense dobles comptes |       |       |       |       |       |        |

## Administració
| Període   | Identitat        | Partit |
| --------- | ---------------- | ------ |
| 1971-1973 | Lucien Ribe      |        |
| 1973-1974 | Franck Cazenave  | RI     |
| 1974-     | Philippe Pérusat | UMP    |

## Agermanaments
- Sogorb
- Largs
- Nussloch